# Chocobo
Chocobo (japanska: チョコボ, chokobo) är en uppdiktad fågel som förekommer i TV-spelserien Final Fantasy. Den är en gul och ridbar fågel med samma hållning som en struts, medan det också finns sällsynta raser som kan föda ungar i andra färger. Fågeln har utformats och skapats av Koichi Ishii och är förmodligen inspirerad av det förhistoriska fågelsläktet Rovtranor.